# Strumigenys relahyla
Strumigenys relahyla är en myrart som beskrevs av Bolton 1983. Strumigenys relahyla ingår i släktet Strumigenys och familjen myror. Inga underarter finns listade i Catalogue of Life.